# Nozitagne Lemsebale F580 368
Nozitagne Lemsebale F580 368 est une œuvre de l'artiste française Brigitte Nahon située à l'intérieur du Crédit municipal de Paris, dans le 4e arrondissement.

## Description
L'œuvre repose sur un socle recouvert d'un miroir rajouté par l'artiste à l'occasion de l'exposition « Intrusions » qui s'est tenue au Petit Palais en 2007/2008. L'œuvre est composée d'un éléphant marchant sur une planche en verre qui repose d'un côté sur le socle et de l'autre sur un cylindre creux.

## Historique
Créée en 1991, l'œuvre a été acquise en 1992 par le Fonds municipal d'art contemporain de la Ville de Paris.

## Artiste
Brigitte Nahon (née en 1960) est une artiste française.